# Nernier
Nernier – miejscowość i gmina we Francji, w regionie Owernia-Rodan-Alpy, w departamencie Górna Sabaudia.
Według danych na rok 1990 gminę zamieszkiwało 290 osób, a gęstość zaludnienia wynosiła 159 osób/km² (wśród 2880 gmin regionu Rodan-Alpy Nernier plasuje się na 1339. miejscu pod względem liczby ludności, natomiast pod względem powierzchni na miejscu 1697.).